# Filmströmung
Eine Filmströmung (englisch film flow) ist eine Strömung, die mit einer freien Oberfläche etwa geradlinig ohne eingeschlossene unbenetzte Stellen entlang einer Körperkontur verläuft. Über die benetzte Breite des Flüssigkeitsfilms existiert meist ein Abschnitt mit annähernd konstanter Filmdicke.
Sind diese Bedingungen bei einer in sich geschlossenen Strömung mit freier Oberfläche nicht erfüllt, so spricht man von einer Rinnsalströmung, wobei eine geradlinig verlaufende Rinnsalströmung (mit rundlichem Strömungsquerschnitt) als Sonderfall einer Filmströmung angesehen werden kann. Filmströmungen sollten nicht mit Schleppströmungen zwischen festen Berandungen verwechselt werden.
Filmströmung tritt folglich auf bei guter Benetzbarkeit der Flüssigkeit auf dem jeweiligen Feststoff oder bei hohen Flüssigkeitsbelastungen, also insgesamt bei einer guten Benetzung der Flüssigkeit auf dem Substrat.

## Einsatzgebiete
Filmströmungen werden angewendet z. B.
- in Packungskolonnen bei der Destillation, Absorption oder Kondensation[4]
- in Thermosiphonanlagen, Kühltürmen, Wärmeübertragern[5] und Verdampfern[2].

## Strömungsverhalten

### Turbulenz
Der Grad der Turbulenz kann mithilfe der Reynolds-Zahl ausgedrückt werden. Wird die Gleichung aus der klassischen Rohrströmung hergeleitet, so wird die charakteristische Länge auf die Filmdicke übertragen. Somit ergibt sich:
{\displaystyle {\mathit {Re}}_{1}={\frac {v\cdot d}{\nu }}={\frac {\dot {V}}{b\cdot \nu }}}.
Dabei stehen die Formelzeichen für folgende Größen:
- {\displaystyle \!\ v} – charakteristische Strömungsgeschwindigkeit des Fluids gegenüber dem Körper (m s−1)
- {\displaystyle \!\ d} – charakteristische Filmdicke des Fluids (m)
- {\displaystyle \!\nu } – charakteristische kinematische Viskosität des Fluids (m2 s−1)
- {\displaystyle \!\ {\dot {V}}} – charakteristischer Volumenstrom des Fluids (l/s)
- {\displaystyle \!\ b} – charakteristische Filmbreite des Fluids (m)

Für den Übergang zwischen laminarer und turbulenter Filmströmung wird ein Reynolds-Zahlenbereich von {\displaystyle {\mathit {Re}}_{1}=75\dotsc 400} angegeben. Ab Reynolds-Zahlen von {\displaystyle {\mathit {Re}}_{1}=400\dotsc 800} gilt die Filmströmung als vollständig turbulent.
Weiterhin besteht die Möglichkeit, die Gleichung für die Reynolds-Zahl aus der Gerinneströmung abzuleiten. Dabei entspricht {\displaystyle d} aus der obigen Gleichung dem hydraulischen Durchmesser {\displaystyle d_{h}}, der sich wie folgt berechnet:
{\displaystyle d_{h}={\frac {4\cdot A}{U}}={\frac {4\cdot b\cdot d}{b}}=4\cdot d}.
Damit ergibt sich die Reynolds-Zahl:
{\displaystyle {\mathit {Re}}_{2}={\frac {4\cdot v\cdot d}{\nu }}=4\cdot {\mathit {Re}}_{1}}.
Die kritischen Reynolds-Zahlenbereiche zur Beschreibung des Turbulenzverhaltens sind dementsprechend ebenfalls viermal so hoch. Konkret: für den Übergang zwischen laminarer und turbulenter Filmströmung wird ein Reynolds-Zahlenbereich von {\displaystyle {\mathit {Re}}_{2}=300\dotsc 1600} angegeben. Ab Reynolds-Zahlen von {\displaystyle {\mathit {Re}}_{2}=1600\dotsc 3200} gilt die Filmströmung als vollständig turbulent.

### Aufreißen
Zur Berechnung der Kriterien des Aufreißens einer Filmströmung wurden verschiedene Ansätze entwickelt. Meist wird dazu die minimale Gesamtenergie der Strömung betrachtet. Ein weiteres Verfahren basiert auf dem Kräftegleichgewicht am stationären Aufreißpunkt des Flüssigkeitsfilms. El-Genk und Saber geben folgende Gleichung zur Ermittlung der minimalen Benetzungsrate an:
{\displaystyle \Gamma _{\mathrm {min} }=0{,}67\Delta _{\mathrm {min} }^{2{,}93}+0{,}26\Delta _{\mathrm {min} }^{9{,}51}}
mit:
{\displaystyle \Delta _{\mathrm {min} }=(1-\cos \theta _{0})^{0{,}22}}.
Die Formelzeichen stehen für folgende Größen:
- {\displaystyle \!\ \Gamma _{\mathrm {min} }} – minimale Benetzungsrate (dimensionslos)
- {\displaystyle \!\ \Delta _{\mathrm {min} }} – minimale Filmdicke (dimensionslos)
- {\displaystyle \!\ \theta _{0}} – Kontaktwinkel im Gleichgewicht